# 拉艾圣西尔韦斯特
拉艾圣西尔韦斯特（法語：La Haye-Saint-Sylvestre，法語發音：[la ɛ sɛ̃ silvɛstʁ]）是法国厄尔省的一个市镇，属于埃夫勒区。

## 地理
拉艾圣西尔韦斯特（48°54'32"N, 0°36'28"E）面积18.64 平方千米，位于法国诺曼底大区厄尔省，该省份为法国北部内陆省份，北起滨海塞纳省，西接奧恩省和卡爾瓦多斯省，南至厄尔-卢瓦省，东临瓦兹省、瓦兹河谷省和伊夫林省。
与拉艾圣西尔韦斯特接壤的市镇（或旧市镇、城区）包括：布瓦昂泽赖、尚博尔、梅利库尔、梅尼勒鲁塞、阿梅勒圣母村、圣皮埃尔德塞尼耶尔、乌什堡、乌什地区梅尼勒。

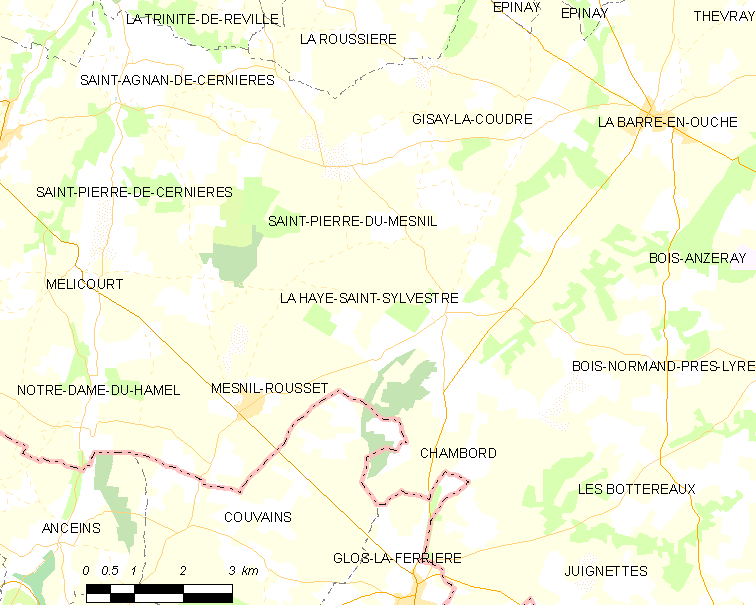
拉艾圣西尔韦斯特的OSM定位图

拉艾圣西尔韦斯特的时区为UTC+01:00、UTC+02:00（夏令时）。

## 行政
拉艾圣西尔韦斯特的邮政编码为27330，INSEE市镇编码为27323。

## 政治
拉艾圣西尔韦斯特所属的省级选区为布勒特伊县。

## 人口

1962-2008年间拉艾圣西尔韦斯特人口变化图示

拉艾圣西尔韦斯特于2022年1月1日时的人口数量为293人。